# Saccogyna
Saccogyna es un género de musgos hepáticas perteneciente a la familia Geocalycaceae. Comprende 10 especies descritas y de estas, solo 5 aceptadas.

## Taxonomía
El género fue descrito por Barthélemy Charles Joseph Dumortier  y publicado en Commentationes Botanicae 113. 1822 La especie tipo es:  Saccogyna viticulosa (L.) Dumort.

## Especies aceptadas
A continuación se brinda un listado de las especies del género Saccogyna aceptadas hasta marzo de 2015, ordenadas alfabéticamente. Para cada una se indica el nombre binomial seguido del autor, abreviado según las convenciones y usos.	
- Saccogyna bidentula Horik.
- Saccogyna curiosissima Horik.
- Saccogyna subacuta Stephani
- Saccogyna subcuriosissima Horik.
- Saccogyna viticulosa (L.) Dumort.